# In the Custody of Strangers
In the Custody of Strangers é um telefilme estadunidense do gênero drama dirigido por Robert Greenwald e escrito por Jennifer Millee. O filme é estrelado por Martin Sheen, Jane Alexander e Emilio Estevez e foi lançado em 26 de maio de 1982.

## Elenco
- Martin Sheen ... Frank Caldwell
- Jane Alexander ... Sandy Caldwell
- Emilio Estevez ... Danny Caldwell
- Kenneth McMillan ... Albert C. Caruso
- Ed Lauter ... Juiz Halloran
- Matt Clark ... Mike Rainers
- Virginia Kiser ... Dr. Forman
- Jonh Van Ness ... Corky
- John Hancock ... Juiz Bennett
- Deborah Foreman ... Karen
- Susan Peretz ... Big Faye
- Peter Jurasik ... Andy Barnes
- Judyann Elder ... Marni Blake, Prosecutor